# Route départementale 4 (Bouches-du-Rhône)
Pour les articles homonymes, voir Route départementale 4.
La route départementale 4 ou RD 4 relie les quartiers nord et est de Marseille. Elle est aussi la troisième rocade, appelée R8. 
Dans les années 1960 aux années 1990, elle devait être mise en 2x2 voies en intégralité. Depuis, le projet a changé en avenue urbaine.
Elle dessert tous les arrondissements de Marseille de 11 à 16. Elle croise les autoroutes A55 et A7 sans échangeurs, ainsi que l'A507 et l'A50.